# Quadro de medalhas da Universíada de Inverno de 2013
O quadro de medalhas da Universíada de Inverno de 2013 é uma lista que classifica as Federações Nacionais de Esportes Universitários (NUSF) de acordo com o número de medalhas conquistadas. Serão disputadas 78 finais em 13 modalidades.
A primeira medalha de ouro foi conquistada pela atleta tcheca Eva Sankova no snowboard cross a frente da compatriota Katerina Chouroka e da polonesa Zuzanna Smykala.
A primeira medalha dos anfitriões foi conquistada em 13 de dezembro e foi de ouro. O atleta Davide Cazzaniga venceu a competição de downhill no esqui alpino. A medalha de prata foi para o francês Blaise Giezendanner e a de bronze para o também italiano Guglielmo Bosca.

## O quadro
O quadro de medalhas está classificado de acordo com o número de medalhas de ouro, estando as medalhas de prata e bronze como critérios de desempate em caso de países com o mesmo número de ouros.
O país em destaque é o anfitrião.
| Ordem | País               | Medalha de ouro | Medalha de prata | Medalha de bronze |     |
| ----- | ------------------ | --------------- | ---------------- | ----------------- | --- |
| 1     | RUS Rússia         | 15              | 16               | 19                | 50  |
| 2     | POL Polônia        | 10              | 10               | 3                 | 23  |
| 3     | KOR Coreia do Sul  | 8               | 9                | 7                 | 24  |
| 4     | CHN China          | 5               | 2                | 3                 | 10  |
| 5     | CZE Chéquia        | 4               | 3                | 6                 | 13  |
| 6     | ITA Itália         | 3               | 5                | 5                 | 13  |
| 7     | FRA França         | 3               | 4                | 1                 | 8   |
| 8     | UKR Ucrânia        | 3               | 3                | 3                 | 9   |
| 9     | FIN Finlândia      | 3               | 2                | 3                 | 8   |
| 10    | AUT Áustria        | 3               | 2                | 1                 | 6   |
| 11    | JPN Japão          | 3               | 1                | 4                 | 7   |
| 12    | SRB Sérvia         | 3               |                  | 1                 | 4   |
| 13    | CAN Canadá         | 2               | 3                | 3                 | 8   |
| 14    | SVK Eslováquia     | 2               | 3                |                   | 5   |
| 15    | KAZ Cazaquistão    | 2               | 2                | 1                 | 5   |
| 16    | SUI Suíça          | 1               | 3                | 4                 | 8   |
| 17    | SWE Suécia         | 1               | 2                | 1                 | 4   |
| 18    | SLO Eslovênia      | 1               | 1                | 2                 | 4   |
|       | USA Estados Unidos | 1               | 1                | 2                 | 4   |
| 20    | HUN Hungria        | 1               | 1                | 1                 | 3   |
|       | NOR Noruega        | 1               | 1                | 1                 | 1   |
| 22    | NED Países Baixos  | 1               |                  | 1                 | 2   |
| 23    | ESP Espanha        | 1               |                  |                   | 1   |
|       | MON Mônaco         | 1               |                  |                   | 1   |
|       | NZL Nova Zelândia  | 1               |                  |                   | 1   |
| 26    | BLR Bielorrússia   |                 | 1                | 1                 | 2   |
|       | GER Alemanha       |                 | 1                | 1                 | 2   |
| 28    | AZE Azerbaijão     |                 | 1                |                   | 1   |
|       | GBR Grã-Bretanha   |                 | 1                |                   | 1   |
| 30    | AUS Austrália      |                 |                  | 1                 | 1   |
|       | LTU Lituânia       |                 |                  | 1                 | 1   |
|       | TPE Taipé Chinês   |                 |                  | 1                 | 1   |
| TOTAL | TOTAL              | 79              | 78               | 77                | 234 |